# Не шалить!
«Не шалить!» — стихотворение Велимира Хлебникова, написанное в феврале 1922 года. Оно начинается с четверостишия:
Эй, молодчики-купчики,

Ветерок в голове!

В пугачёвском тулупчике

Я иду по Москве.
В этих стихах Хлебников выразил своё недовольство Москвой времён нэпа, которая разочаровала поэта — революционера по убеждениям. Опубликовано при содействии Владимира Маяковского в марте 1922 года в газете «Известия» — вместе с сатирическим стихотворением «Прозаседавшиеся» последнего. Это была одна из немногих публикаций Хлебникова в конце его жизни. В строках, которые обращает тихий и кроткий в жизни Хлебников к «купчикам»-нэпманам, слышна явственная угроза.
По воспоминаниям современников и самого Велимира, «пугачёвский тулупчик», описанный в этом стихотворении, был на самом деле старой шубой Маяковского с перешитыми пуговицами (Хлебников был выше и шире Маяковского), которой снабдила его Лиля Брик, когда тот приехал в Москву с Кавказа, а само стихотворение родилось спонтанно, когда поэт бродил по Москве, не видев её перед этим два года.